# Six Ugly
『six Ugly』（シックス・アグリー）は、日本のバンドDIR EN GREYのメジャーミニアルバム。シングル「Child prey」と二枚同時発売。

## 概要
- アルバム『鬼葬』発売後に発表されたミニアルバム。『鬼葬』の制作時点でこのアルバムを作ることは計画されており、制作段階から「とにかく全部ハードでヘビーなもの」というコンセプトがあった。そのため、アルバムの際にはどうしても考えてしまう曲順や全体のバランスといった点を今回は払拭できるように、ミニアルバムという形態にしたと語っている[1]。また『鬼葬』での表現しきれなかった激しい部分、及びサウンドプロダクションの反省点も踏まえて制作したとのこと[2]。
- 初回盤のみデジパック仕様。『鬼葬』と同じく、歌詞カードが隠されている。通常の歌詞カードよりふた回りほど小さい特殊サイズで、歌詞の反復を一切省くのみならず、様々な字体で凝縮させるように印字されているため読みづらくなっている。
- 「children」「秒「」深」の2曲は、歌詞とアレンジが異なる新バージョンで収録。
- ジャケットのヒーローのような人物の名前は、京曰く「Mr.NEWSMAN」というらしい。

## 収録曲
| 全作詞: 京。 |                |           |           |             |      |
| #            | タイトル       | 作詞      | 作曲      | 編曲        | 時間 |
| 1.           | 「Mr.NEWSMAN」 | 京        | Die       | Dir en grey | 3:52 |
| 2.           | 「Ugly」       | 京        | Shinya    | Dir en grey | 4:54 |
| 3.           | 「HADES」      | 京        | 京        | Dir en grey | 3:22 |
| 4.           | 「umbrella」   | 京        | Shinya    | Dir en grey | 4:06 |
| 5.           | 「children」   | 京        | Die       | Dir en grey | 4:01 |
| 6.           | 「秒「」深」   | 京        | 薫        | Dir en grey | 5:37 |
| 合計時間:    | 合計時間:      | 合計時間: | 合計時間: | 25:52       |      |

### 曲解説
1. Mr.NEWSMAN
Die曰く、サビでの曲の雰囲気の変わる所や、曲全体の詰まり具合は気に入っているというナンバー[3]。冒頭の「NEWSMAN GO HELL」の連呼はライブでは音源のものから現在ではDie本人のコーラスに変貌している。シングル「凌辱の雨」に、ライブバージョンが収録されている。
2. Ugly
デモ音源の段階から不思議な雰囲気であったという曲。「不思議な雰囲気はそのままに、ガンガンに乗れる曲」というアレンジを心がけたとのこと。[4]、手がけたShinya曰く、前作『鬼葬』の曲選の際にバンドの変化に乗り遅れて曲が採用されなかったことから、とにかくその方向性に持っていこうと作ってきたと語っている。
3. HADES
薫のギターはこの曲のみかなり特殊な音の作り方をしている。裏でかなり声音が多用されており、16個ほどの声音を1つの音に聞かせているという[5]。またDieのギター・ソロパートが今アルバム中唯一登場してくる曲である。
4. umbrella
曲全体に渡ってコーラスとの掛け合いが多く用いられたナンバー。Shinyaは最初はサビの部分があまりに明るすぎて心配だったが結果的に上手くいったと思うと語っている[6]。テレビ朝日系『モンキー!!モンキー!!』エンディングテーマ。シングル「かすみ」に、ライブバージョンが収録されている
5. children
シングル「太陽の碧」カップリング曲のリメイク版。キーが1音下がってギターのフレーズやベースソロにラップ寄りのボーカルなど、大きく変化を遂げたミクスチャーロックアレンジになっているものの､ 基本的な曲の構成とメロディーは変わっていない模様。
6. 秒「」深
ミニアルバム「MISSA」収録曲のリメイク版。テンポが若干落とされ、バッキングは同じフレーズを繰り返す構成になり、ギターサウンドがダウンチューニングによってパワーコードを多用したよりヘヴィな楽曲に変貌している。
京のボーカルパートも原曲にあった歌メロは無くなって､ ほぼ全編シャウトで歌詞に関しては意味を持たせず仮歌で響きの良い言葉を集め、そこから発音が似たものを英語にして羅列しただけと京は語っている。